# Водно-спортивна база (Маріуполь)

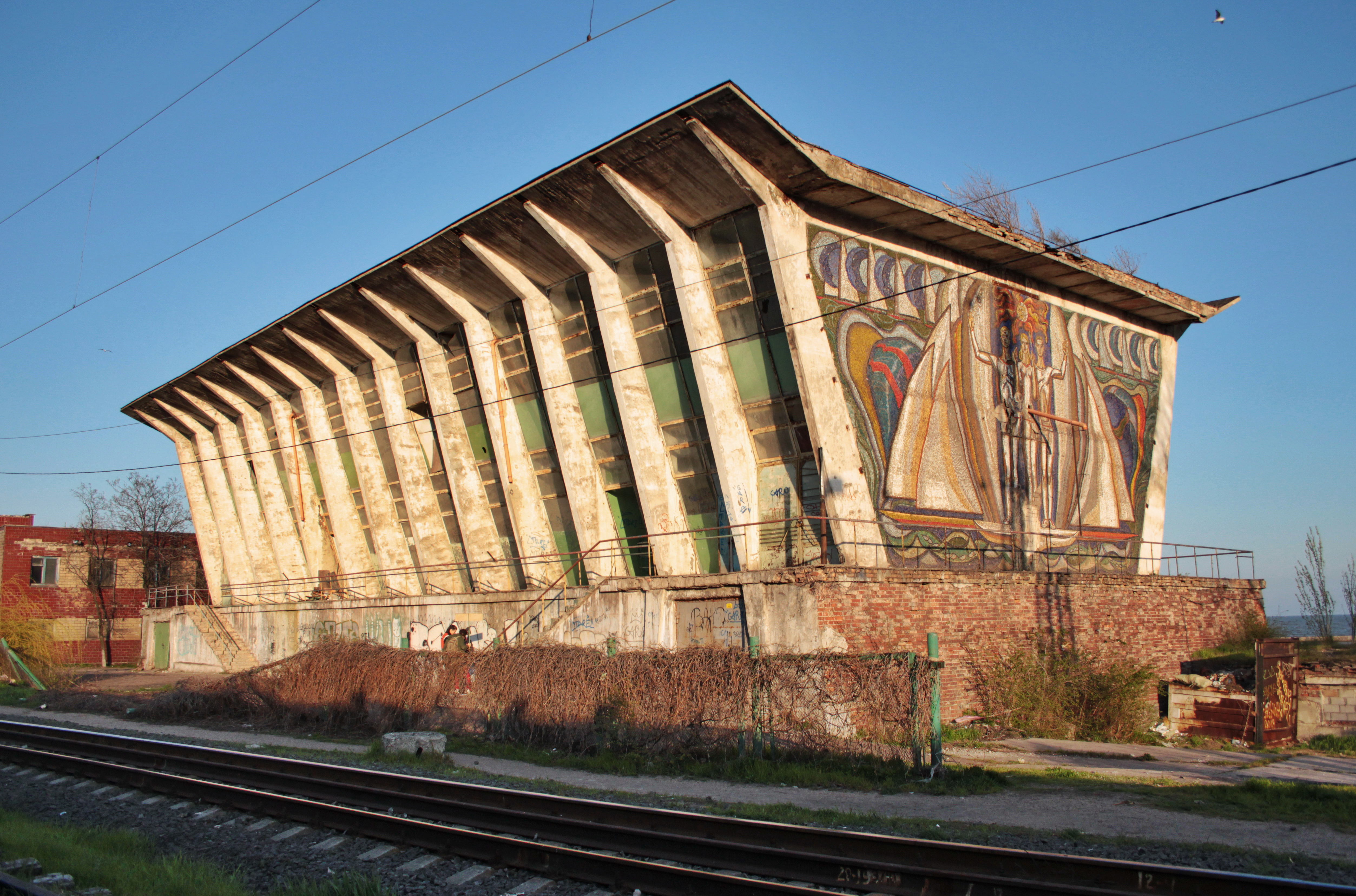
Водна станція (2021)

Будівля водопровідної станції «Азовсталь» (Водно-спортивна база) розташована в українському місті Маріуполь. У Маріуполі було кілька таких водних спортивних споруд на березі Азовського моря, але всі вони були спроектовані по-різному. Він не зареєстрований як пам'ятка культури.

## Історія використання
ДОСААФ, яке було представлене в Маріуполі чотирма школами, аероклубом та аеродромом, також експлуатувало водну станцію за радянських часів, де, серед іншого, тренувався один з його веслувальних клубів. Також у будівлі був музей з колекцією моделей кораблів. Зі здобуттям Україною незалежності довелося знайти нові способи використання. Як і кілька інших закладів дозвілля, таких як Палац культури в колишньому готелі «Континенталь» чи Лівобережний культурний центр, водопровідна станція фінансувалася місцевим Азовським сталеливарним комбінатом.
З 2015 року тут тимчасово проводила тренування організація самооборони Маріуполя (Самооборона Маріуполя, Samooborona Mariupolja) з власним стрільбищем, після того, як проросійські сепаратисти отримали перевагу в сусідньому Донбасі, а Росія анексувала Крим. До передового розгортання тут Збройні Сили України також готувала Рота забезпечення оборони України. Після того, як організація самооборони була інфільтрована сепаратистами, її активи були продані. Водопровідна станція також перейшла у приватні руки. Як власника було зареєстровано нову компанію під назвою «Водно-спортивний центр «Навігатор», яка дозволила будівлі ще більше занепасти, контролювалася з Донецька та була причетна до подальших справ про розкрадання.
Плани створити тут центр міського планування та таким чином відродити водопровідну станцію не були реалізовані.

## Настінна мозаїка

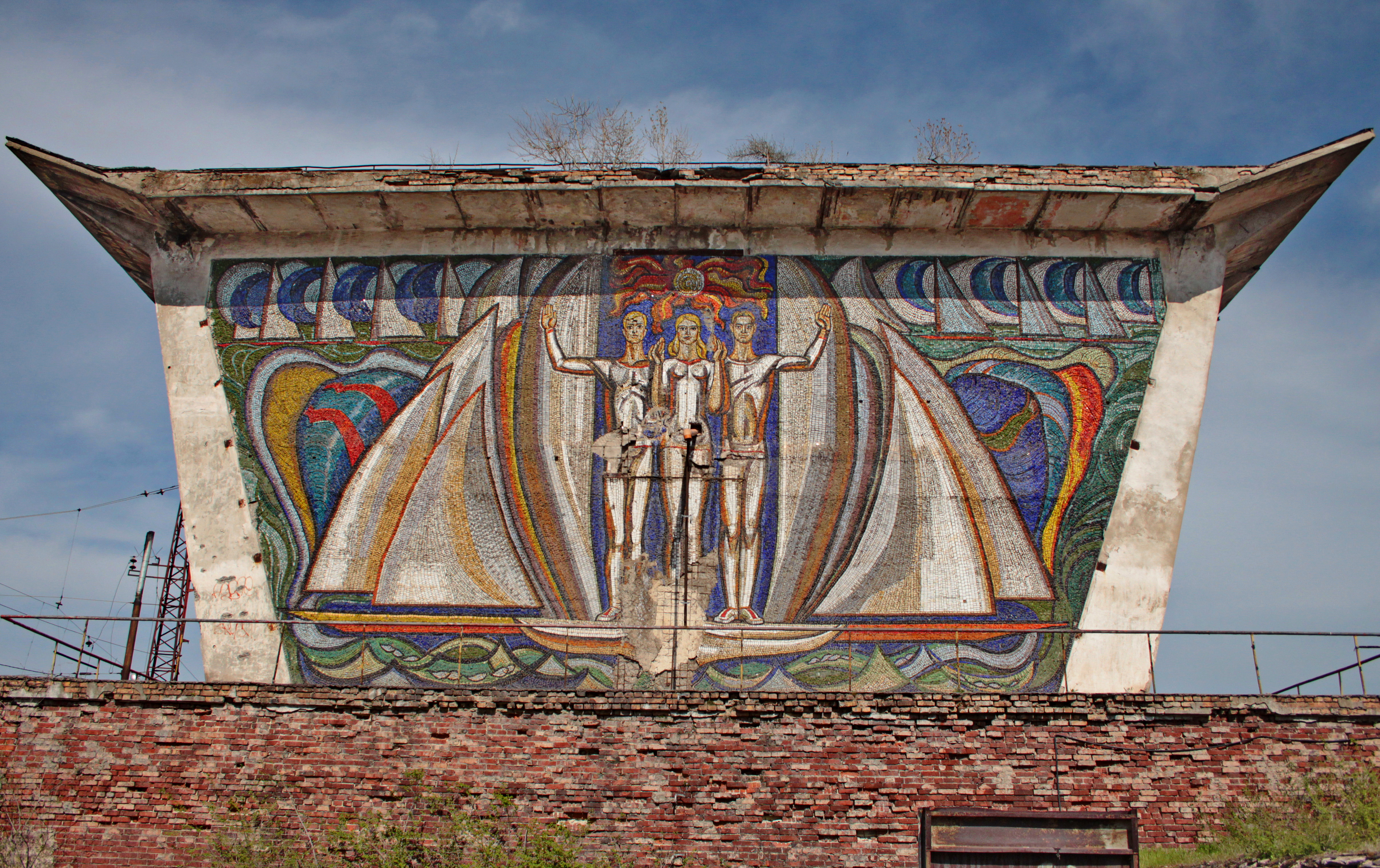
Мозаїка (2021) з видимими пошкодженнями

Будівля особливо варта охорони через свою архітектуру. Крім того, на зовнішній стіні розташована настінна мозаїка « Юність » 1971 року. Цей твір площею 107 квадратних метрів створили Валентин Константинов і Лель Кузьмінков. Через зображення вітрильних човнів її іноді також називали «вітрильною мозаїкою» (Паруса, Parusa). Використовувалися кераміка та емаль.
Після продажу приватним особам, через мозаїку було прокладено водостічну трубу, через що плитка навколо труби та особливо під нею дедалі більше відшаровувалася. Таким чином, мозаїка перебуває під загрозою зникнення. Крім того, незабаром прямо перед витвором мистецтва виросли дерева, тим самим закриваючи його. Навіть у 2021 році окремий захист мозаїки був неможливим без проблем через її радянське походження, що, своєю чергою, ускладнювало порятунок. За два місяці до початку російсько-української війни нова спроба взяти це місце під охорону була запланована на грудень 2021 року.